# Amatersko prvenstvo Francije 1935
Amatersko prvenstvo Francije 1935 v tenisu.

## Moški posamično
Fred Perry :  Gottfried von Cramm 6-3, 3-6, 6-1, 6-3

## Ženske posamično
Hilde Sperling :  Simone Mathieu 6-2, 6-1

## Moške dvojice
Jack Crawford /  Adrian Quist :  Vivian McGrath /  Don Turnbull  6–1, 6–4, 6–2

## Ženske dvojice
Margaret Scriven  /  Kay Stammers :  Ida Adamoff /  Hilde Krahwinkel Sperling  6–4, 6–0

## Mešane dvojice
Lolette Payot /  Marcel Bernard :   Sylvie Jung Henrotin /  Martin Legeay  4–6, 6–2, 6–4